# الوعي بالموقف

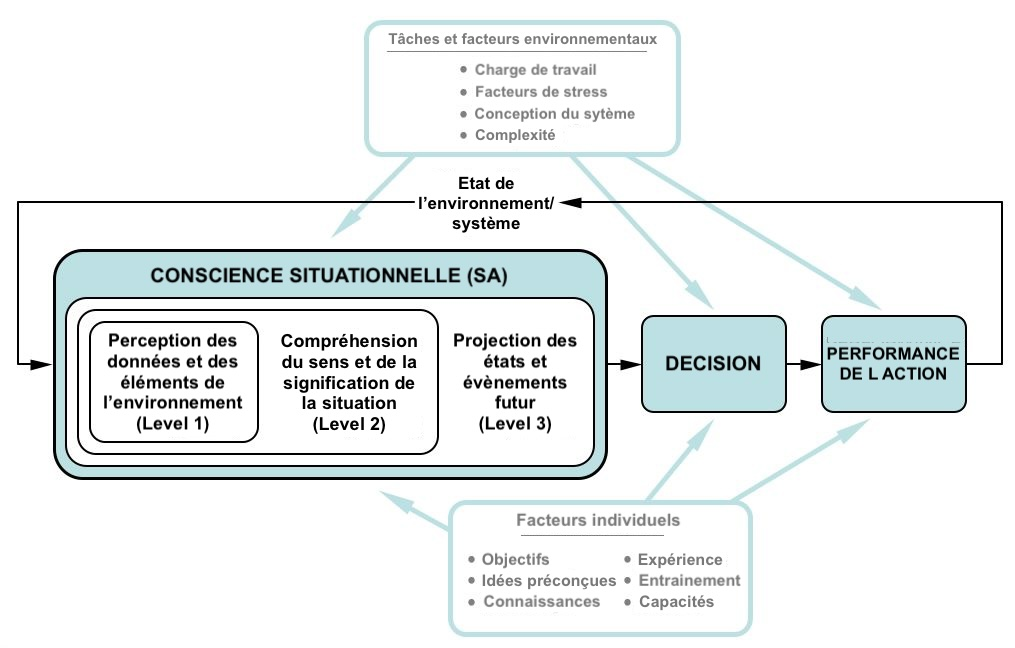
مخطط الوعي الظرفي

الوعي الظرفي أو الوعي بالموقف هو فهم البيئة، وعناصرها وكيفية تغيرها مع مرور الوقت أو غيره من العوامل الأخرى. تبرز أهمية الوعي الظرفي في عملية اتخاذ القرار الفعالة في العديد من البيئات المختلفة. يمكن تعريفه رسميًا على أنه:
«إدراك عناصر البيئة الموجودة ضمن مقدار من الزمان والمكان، وفهم معناها وإسقاط حالتها على المستقبل القريب».
يوجد تعريف بديل للوعي الظرفي باعتباره وعي تكيفي موجه خارجيًا، وتتعلق المعرفة الناتجة عنه ببيئة المهام الديناميكية والفعل الموجه داخل تلك البيئة.
أمكن الاعتراف بالوعي الظرفي باعتباره أساسًا جوهريًا في اتخاذ القرار الناجح عبر مجموعة واسعة من المواقف، التي شمل الكثير منها حماية حياة الإنسان والممتلكات، بما في ذلك تطبيق القانون، والطيران، والمراقبة الجوية، والملاحة البحرية، والرعاية الصحية ، والاستجابة لحالة الطوارئ، وعمليات القيادة والسيطرة  العسكرية، والجهات المشغلة نظام النقل، والدفاع عن النفس وإدارة محطات النفط البحرية ومحطات الطاقة النووية.
يُعتبر الوعي الظرفي غير الكافي أحد أبرز العوامل السببية الرئيسية في الحوادث المنسوبة إلى الخطأ البشري. وفقًا لنظرية الوعي الظرفي الخاصة بإندسلي، يحتاج الفرد عند مواجهة موقف خطر إلى امتلاك عملية اتخاذ قرار دقيقة ومناسبة بما في ذلك إدراك الأنماط ومطابقتها، وتشكيل المخططات المعقدة والمعرفة النمطية البدائية التي تساعد على اتخاذ القرار الصحيح.
غالبًا ما يوصف التعريف الرسمي للوعي الظرفي باعتباره ثلاثة مستويات تصاعدية:
1. إدراك العناصر الموجودة في البيئة
2. استيعاب الموقف أو فهمه
3. إسقاط الحالة المستقبلية وتوقعها[10]

يمتلك الأشخاص الذين يتمتعون بأعلى مستويات الوعي الظرفي القدرة على إدراك المعلومات ذات الصلة بأهدافهم وقراراتهم، فضلًا عن قدرتهم على دمج هذه المعلومات لفهم معناها أو أهميتها، إلى جانب توقع السيناريوهات المستقبلية المحتملة أو المرجحة. تلعب هذه المستويات العليا من الوعي الظرفي دورًا جوهريًا في اتخاذ القرار الاستباقي ضمن البيئات المتطلبة.
ركزت الأبحاث على ثلاثة جوانب من الوعي الظرفي: حالة الوعي الظرفي، وأنظمة الوعي الظرفي وعمليات الوعي الظرفي. تشير حالة الوعي الظرفي إلى المستوى الفعلي لوعي الفرد بالظرف أو الموقف. تشير أنظمة الوعي الظرفي إلى التقنيات المطورة من أجل دعم الوعي الظرفي في العديد من البيئات المختلفة. تشير عمليات الوعي الظرفي إلى التحديث الجاري على حالة الوعي الظرفي، والعوامل المسؤولة عن توجيه التغيير الخطي في الوعي الظرفي.

## النموذج النظري

### نموذج الوعي الظرفي المعرفي لإندسلي
حظي نموذج الوعي الظرفي الذي طورته د. ميكا إندسلي بقبول كبير، إذ استُشهد به على نطاق واسع وثبت أنه مدعوم إلى حد كبير بالنتائج البحثية. وجد لي، وكاسانو بينش وفيسينتي، امتلاك نموذج إندسلي للوعي الظرفي بعد نشره لعدد أكبر من الاستشهادات بنسبة 50% من أي ورقة بحثية أخرى حول العوامل البشرية مقارنة بالأوراق البحثية الأخرى المنشورة في آخر 30 سنة وفقًا لمراجعتهم.
يصف نموذج إندسلي العمليات والآليات المعرفية التي يستخدمها الأفراد في تقييم المواقف والظروف من أجل تطوير الوعي الظرفي، بالإضافة إلى المهام والعوامل البيئية المؤثرة بدورها على قدرة هؤلاء الأفراد على تطوير الوعي الظرفي. يصف النموذج بالتفصيل المستويات الثلاثة من الوعي الظرفي: الإدراك، والاستيعاب والإسقاط.
الإدراك (المستوى 1 من الوعي الظرفي): تتمثل الخطوة الأولى لتحقيق الوعي الظرفي في إدراك الحالة، والسمات والديناميكيات الخاصة بالعناصر ذات الصلة في البيئة. يُعتبر المستوى 1 بالتالي المستوى الأكثر أساسية من الوعي الظرفي الذي يضم عمليات المراقبة، والكشف عن الإشارات والتعرف البسيط، ما يقود نحو الوعي بالعناصر الظرفية المتعددة (كائنات، وأحداث، وأشخاص، وأنظمة وعوامل بيئية) وحالتها الحالية (مواقع، وشروط، وأوضاع وأفعال).
الاستيعاب (المستوى 2 من الوعي الظرفي): تتمثل الخطوة التالية في تكوين الوعي الظرفي في تجميع عناصر المستوى 1 المفككة من خلال عمليات التعرف على النمط، وتفسيره وتقييمه. يتطلب المستوى 2 من الوعي الظرفي تكامل المعلومات من أجل فهم كيفية تأثيرها على أهداف الفرد وغاياته. يشمل هذا تطوير صورة شاملة عن العالم، أو لجزء عنه مهم بالنسبة لذلك الفرد.
التوقع (المستوى 3 من الوعي الظرفي): يشمل المستوى الثالث والأعلى من الوعي الظرفي القدرة على توقع الأفعال المستقبلية للعناصر الموجودة في البيئة. يمكن الوصول إلى المستوى 3 من خلال معرفة الحالة والديناميكيات الخاصة بالعناصر بالإضافة إلى استيعاب الظرف (المستوى 1 و2 من الوعي الظرفي)، ومن ثم استنباط هذه المعلومات لمرحلة زمنية قادمة من أجل تحديد كيفية تأثيرها على الحالة المستقبلية للبيئة التشغيلية.
يوضح نموذج إندسلي كيفية عمل الوعي الظرفي على «توفير الأساس الأولي من أجل اتخاذ القرار والأداء اللاحق في عملية تشغيل الأنظمة الديناميكية المعقدة». على الرغم من عدم قدرة الوعي الظرفي وحده على ضمان اتخاذ القرار الناجح، إلا أنه يدعم عمليات معالجة المدخلات الضرورية (على سبيل المثال، التعرف على الإشارات، وتقييم الظرف والتنبؤ) التي تستند إليها القرارات الجيدة.
يشمل الوعي الظرفي أيضًا مكونًا زمانيًا ومكانيًا على حد سواء. يُعتبر الزمن أحد المفاهيم الهامة في الوعي الظرفي، نظرًا إلى اعتبار الوعي الظرفي مفهومًا ديناميكيًا، قابلًا للتغير بوتيرة محددة بواسطة أفعال الأفراد، وخصائص المهمة والبيئة المحيطة. مع دخول المدخلات الجديدة إلى النظام، يعمل الفرد على دمجها في هذا التمثيل العقلي، مع إجراء التغييرات في الخطط والأفعال حسب ما تقتضيه الحاجة من أجل تحقيق الأهداف المرغوبة.
ينطوي الوعي الظرفي أيضًا على المعرفة المكانية بالأنشطة والأحداث التي تحدث في موقع محدد ذي أهمية للفرد. يشمل مفهوم الوعي الظرفي بالتالي إدراك المعلومات الظرفية، واستيعابها وإسقاطها، بالإضافة إلى المكونين الزماني والمكاني.
يوضح نموذج الوعي الظرفي لإندسلي العديد من المتغيرات القادرة على التأثير في تطوير هذا الوعي والحفاظ عليه، بما في ذلك العوامل الفردية، والمتعلقة بالمهام والبيئية.
باختصار، يتكون هذا النموذج من مجموعة من العوامل المفتاحية التي تصف العمليات المعرفية المشاركة في الوعي الظرفي:
- الإدراك، والاستيعاب والإسقاط باعتبارها المستويات الثلاثة من الوعي الظرفي.
- دور الأهداف والمعالجة الموجهة نحو الهدف في توجيه الانتباه وتفسير أهمية المعلومات المدركة.
- دور بروز أهمية المعلومات في «جذب» الانتباه بطريقة معتمدة على البيانات، بالإضافة إلى أهمية تبادل المعالجة القائمة على الأهداف وتلك القائمة على البيانات.
- دور التوقعات (المعززة بواسطة النموذج الحالي للظرف ومخازن الذاكرة طويلة الأمد) في توجيه الانتباه وتفسير المعلومات.
- المتطلبات الثقيلة على الذاكرة العاملة المحدودة التي تقيد الوعي الظرفي لدى أولئك الذين يختبرون ظروف جديدة، لكن يمكن للمزايا الهائلة الخاصة بالنماذج الذهنية ومطابقة الأنماط مع   المخطط النموذجي إبطال هذه القيود إلى حد كبير.
- استخدام النماذج الذهنية لتوفير وسيلة لتكامل الأجزاء المختلفة من المعلومات وفهم معناها (فيما يتعلق بالأهداف) وللسماح للأفراد لإجراء الإسقاطات المفيدة للحالات والأحداث المستقبلية المرجح حدوثها.
- مطابقة النمط مع المخطط – الحالات النموذجية البدئية للنموذج الذهني – التي توفر الاسترجاع السريع للاستيعاب والإسقاط ذي الصلة بالظرف المدرك وفي كثير من الحالات الاسترجاع خطوة بخطوة للأفعال المناسبة للظرف أو الموقف.

يشير النموذج أيضًا إلى عدد من السمات الخاصة بالمهمة والبيئة المؤثرتين على الوعي الظرفي:
- قدرة النظام وواجهة المستخدم على نقل المعلومات الهامة إلى الشخص بطريقة سهلة التكامل والمعالجة.
- قد يؤثر كل من عبء العمل الزائد والإجهاد سلبًا على الوعي الظرفي. يمثل الحمل الزائد للمعلومات مشكلة في العديد من الظروف.
- قد يؤثر الحمل الناقص (حالات التيقظ) بدوره سلبًا على الوعي الظرفي.
- قد يؤثر تعقيد الأنظمة والظروف التي يعيشها الفرد سلبًا على الوعي الظرفي من خلال زيادة صعوبة تشكيل النماذج الذهنية الدقيقة.
- يمثل التشغيل الآلي عاملًا رئيسيًا في إنقاص الوعي الظرفي في العديد من البيئات المختلفة (على سبيل المثال، الطيران، والقيادة وعمليات تشغيل الطاقة). انظر مشاكل خارج الحلقة. يعود هذا إلى قدرة التشغيل الآلي على خلق ظروف من شأنها إجبار الأفراد على اتخاذ دور المراقب، إذ يكونون سيئين في ذلك (نظرًا إلى مشاكل التيقظ)، وغالبًا ما يحدث ضعف في شفافية النظام مع عدم توفير المعلومات المطلوبة، بالإضافة إلى انخفاض إجمالي في مستوى الوعي الظرفي لدى الأشخاص ذوي الأنظمة المشغلة آليًا.[17]

يلعب كل من الخبرة والتدريب دورًا مؤثرًا للغاية في قدرة الفرد على تطوير الوعي الظرفي، نظرًا إلى تأثيرهما على تطوير النماذج الذهنية التي تقلل متطلبات المعالجة وتساعد الأفراد على تحديد أولويات أهدافهم بشكل أفضل. بالإضافة إلى ذلك، ثبت أن الأفراد متباينون في قدرتهم على اكتساب الوعي الظرفي؛ بالتالي، لا يضمن توفير نفس النظام والتدريب ببساطة الوصول إلى نفس الوعي الظرفي عبر الأفراد المختلفين. أظهرت الأبحاث وجود عدد من العوامل التي تجعل بعد الأفراد أفضل من الوعي الظرفي من غيرهم، بما في ذلك الاختلافات في القدرات المكانية ومهارات تعدد المهام.